# Liste des évêques et archevêques de Cuzco
Cette liste recense les évêques et les archevêques qui se sont succédé sur le siège épiscopal du diocèse de Cuzco au Pérou depuis sa création le 8 janvier 1537. Il est élevé au rang d'archidiocèse métropolitain le 23 mai 1943 prenant le nom d'archidiocèse de Cuzco.

## Évêques
- Vicente Valverde, O.P (1537-1541)
  - Sede vacante (1541-1544)
- Juan Solano, O.P (1544-1562)
  - Francisco Ramírez (1562-1564) (évêque élu)
- Mateo Pinello (1565-1569)
- Sebastián Lartaún (1570-1583)
  - Sede vacante (1583-1587)
- Gregorio de Montalvo Olivera, O.P (1587-1592)
- Antonio de Raya Navarrete (1594-1606)
- Fernando Mendoza González, S.J (1609-1618)
- Lorenzo Pérez de Grado (1619-1627)
- Fernando de Vera y Zuñiga (1629-1638)
  - Sede vacante (1638-1643)
- Juan Alonso y Ocón (1643-1651) nommé archevêque de La Plata ou Charcas
- Pedro de Ortega Sotomayor (1651-1658)
- Agustín Muñoz Sandoval (1659-1661)
- Bernardo de Izaguirre Reyes (1662-1669) nommé archevêque de La Plata ou Charcas
- Manuel de Molinedo Angulo (1670-1699)
  - Sede vacante (1699-1705)
- Juan González de Santiago (1705-1707)
  - Sede vacante (1707-1716)
- Gabriel de Arregui y Gutiérrez, O.F.M.Obs (1716-1724)
- Bernardo Serrada, O.Carm (1725-1733)
- José Manuel de Sarricolea y Olea (1734-1740)
- Pedro Morcillo Rubio de Suñón (1742-1747)
- Juan de Castañeda Velásquez y Salazar (1749-1762)
- Juan Manuel Jerónimo de Romaní y Carrillo (1763-1768)
- Agustín Gorrichátegui (1770-1776)
- Juan Manuel Moscoso y Peralta (1778-1789) nommé archevêque de Grenade
- Bartolomé María de las Heras Navarro (1789-1806) nommé archevêque de Lima
- José Pérez Armendáriz (1806-1819)
- José Calixto Orihuela Valderrama, O.S.A (1821-1838)
- Eugenio Mendoza Jara (1838-1854)
  - Sede vacante (1854-1865)
- Julián de Ochoa Campos (1865-1875)
- Pedro José Tordayo Montoya (1875-1880)
  - Sede vacante (1880-1893)
- Juan Antonio Falcón Iturrizaga (1893-1909)
- José Gregorio Castro Miranda, O.F.M (1910-1917)
- Pedro Pascuál Francesco Farfán de los Godos (1918-1933) nommé archevêque de Lima
- Felipe Santiago Hermosa y Sarmiento (1935-1943) nommé archevêque de Cuzco

## Archevêques
- Felipe Santiago Hermosa y Sarmiento (1943-1956) nommé à l'ordinariat militaire de Pérou
- Carlos María Jurgens Byrne, C.Ss.R (1956-1965) nommé archevêque de Trujillo
- Ricardo Durand Flórez, S.J (1966-1975) nommé évêque du diocèse de Callao
- Luis Vallejos Santoni (1975-1982)
- Alcides Mendoza Castro (1983-2003)
- Juan Antonio Ugarte Pérez (2003-2014)
- Richard Daniel Alarcón Urrutia (2014- )

## Sources
- (en) « Archdiocese of Cuzco : Past and Present Ordinaries », sur catholic-hierarchy.org (consulté le 1er juin 2023)